# 常磐町 (堺市)
常磐町（ときわちょう）は、大阪府堺市北区にある地名。2020年2月現在、現行行政地名は常磐町一丁から常磐町三丁。住居表示は未実施。

## 地理
区の北東端に位置する。東は松原市天美西、南は東浅香山町、北花田町、北は大和川を挟んで大阪市住吉区杉本、浅香、苅田、庭井、西は浅香山町と接している。西から順に一丁～三丁がある。

### 河川
- 大和川
  - 吾彦大橋
- 西除川
  - みどり橋

## 歴史

### 沿革
本節では関連する町・大字についても記述する。

#### 常磐（1927年 - 1939年）
- 1927年（昭和2年） - 泉北郡五箇荘村花田・庭井・万屋より成立。初め五箇荘村。
- 1938年（昭和13年） - 堺市に編入され「五箇荘村」を冠称する。
- 1939年（昭和14年） - 常磐町となる[6]。

#### 常磐町（1939年 - ）
- 1939年（昭和14年） - 堺市五箇荘村大字常磐が改称して成立。
- 1950年（昭和25年） - 一部が浅香山町1 - 3丁となる。
- 1965年（昭和40年）より1 - 3丁がある。
- 1975年（昭和50年） - 北花田町1 - 4丁の一部を編入。
- 1980年（昭和55年） - 一部を松原市に編入[6]。

## 世帯数と人口
2024年（令和6年）3月31日現在の世帯数と人口は以下の通りである。
| 丁         | 世帯数    | 人口    |
| ---------- | --------- | ------- |
| 常磐町一丁 | 755世帯   | 1,799人 |
| 常磐町二丁 | 221世帯   | 476人   |
| 常磐町三丁 | 867世帯   | 1,706人 |
| 計         | 1,843世帯 | 3,981人 |

### 人口の変遷
国勢調査による人口の推移。
| 1995年（平成7年）  | 3,474人 | [ 7 ]  |  |
| 2000年（平成12年） | 3,389人 | [ 8 ]  |  |
| 2005年（平成17年） | 2,936人 | [ 9 ]  |  |
| 2010年（平成22年） | 3,879人 | [ 10 ] |  |
| 2015年（平成27年） | 3,819人 | [ 11 ] |  |
| 2020年（令和2年）  | 3,881人 | [ 12 ] |  |

### 世帯数の変遷
国勢調査による世帯数の推移。
| 1995年（平成7年）  | 1,313世帯 | [ 7 ]  |  |
| 2000年（平成12年） | 1,294世帯 | [ 8 ]  |  |
| 2005年（平成17年） | 1,133世帯 | [ 9 ]  |  |
| 2010年（平成22年） | 1,524世帯 | [ 10 ] |  |
| 2015年（平成27年） | 1,532世帯 | [ 11 ] |  |
| 2020年（令和2年）  | 1,630世帯 | [ 12 ] |  |

## 学区
市立小・中学校に通う場合、学区は以下の通りとなる。
| 丁         | 番地          | 小学校               | 中学校             |
| ---------- | ------------- | -------------------- | ------------------ |
| 常磐町一丁 | 1から24番地   | 堺市立東浅香山小学校 | 堺市立長尾中学校   |
| 常磐町一丁 | 25から44番地  | 堺市立新浅香山小学校 | 堺市立五箇荘中学校 |
| 常磐町二丁 | 1から65番地   | 堺市立新浅香山小学校 | 堺市立五箇荘中学校 |
| 常磐町二丁 | 66から128番地 | 堺市立五箇荘東小学校 | 堺市立五箇荘中学校 |
| 常磐町三丁 | 全域          | 堺市立五箇荘東小学校 | 堺市立五箇荘中学校 |

## 事業所
2021年（令和3年）現在の経済センサス調査による事業所数と従業員数は以下の通りである。
| 丁         | 事業所数 | 従業員数 |
| ---------- | -------- | -------- |
| 常磐町一丁 | 14事業所 | 68人     |
| 常磐町二丁 | 6事業所  | 28人     |
| 常磐町三丁 | 45事業所 | 405人    |
| 計         | 65事業所 | 501人    |

## 交通

### 道路
- 阪神高速6号大和川線 - 常磐出入口
- 大阪府道28号大阪高石線（ときはま線）

## 施設
- 堺市立北老人福祉センター
- ときわこども園

## 郵便
- 郵便番号：591-8001[3]（集配局：堺金岡郵便局[15]）。